# Vava (rapera)
Mao Yanqi (en chino simplificado, 毛衍七; pinyin, Mao Yanqi; Ya'an, Sichuan, República Popular de China; 29 de octubre de 1995), más conocida como Vava (estilizado VaVa), es una modelo, rapera y cantante china.

## Primeros años
Yanqi fue criada por su abuela, además de su madre soltera que estaba ausente durante varios periodos. Su padre falleció cuando ella era pequeña. Dejó la escuela a los 16 años para enfocarse en desarrollar su talento como artista. Durante su juventud interpretó en bares locales y viajó a varios lugares cercanos a Chengdu, su ciudad natal. Con el tiempo viajó a varias ciudades chinas, donde conoció al rapero y productor de música hip-hop Double G. Aunque se conocieron en la ciudad de Shenzhen, viajaron a Shanghái, donde ella se unió al equipo.

## Carrera

### 2017:The Rap of China
Vava comenzó su carrera artística profesional como participante del programa de televisión The Rap of China, de la plataforma de streaming iQiyi. El programa tenía como objetivo atraer al talento desconocido de la escena underground para ser conocidos por el público general.  Vava llamó la atención del público por su estilo de rap, donde interpretaba canciones en mandarín y en dialecto de Sichuan. Otra de sus interpretaciones llamativas fue su interpretación de la canción Life's a struggle, donde cambió las letras para contar sus experiencias de la niñez. Fue la única mujer en alcanzar los puestos más altos en las rondas de interpretación del programa.

### 2017-presente: Solista
Su primer álbum de estudio, titulado 21, fue lanzado el 6 de octubre de 2017. Una de las canciones del álbum, llamada My New Swag (我的新衣) apareció en la banda sonora de la película de 2018 Crazy Rich Asians. Vava también hizo una colaboración con la artista Krewella, donde interpetaron la canción New World. Su primer contrato de modelaje fue con la marca de diseñador estadounidense Alexander Wang, también cuenta con un contrato con la marca deportiva Kappa. El segundo álbum de estudio de la rapera lleva como título su nombre real y fue lanzado el 6 de noviembre de 2019 bajo el sello discográfico Warner Music China.
Entre las influencias musicales de Vava están la cantante Rihanna y Little Simz, también su mayor influencia en su niñez fue el cantante chino Jay Chou. Al avanzar su carrera profesional, Vava fue incorporando elementos de la música tradicional china en sus interpretaciones, como la inclusión de instrumentos tradicionales como la pipa, erhu, suona, ban lei y gongs. Sus canciones cuentan con fragmentos de escenas de la Ópera de Pekín, interpretados por la cantante de ópera Wang Qianqian.

## Discografía

### 21 (2017)
| N.º | Título                           | En inglés                          | Duración |  |
| 1.  | «U Should Know My Name (Intro)»  | U Should Know My Name (Intro)      | 1:14     |  |
| 2.  | «Ego (feat. Blow Fever & Lexie)» | Ego (feat Blow Fever & Lexie)      | 3:16     |  |
| 3.  | «我的新衣 (feat Ty. & 王倩倩)»   | My New Swag (feat Ty. & Nina Wang) | 4:05     |  |
| 4.  | «網紅»                           | Internet Celebrity                 | 3:52     |  |
| 5.  | «Get It On The Floor»            | Get It On The Floor                | 3:08     |  |
| 6.  | «Happy Everyday»                 | Happy Everyday                     | 3:16     |  |
| 7.  | «Life's a Struggle»              | Life's a Struggle                  | 3:50     |  |
| 8.  | «讓 (feat Evis Wy)»              | U Make Me (feat Evis Wy)           | 3:33     |  |
| 9.  | «Rap Star»                       | Rap Star                           | 3:58     |  |
| 10. | «Back In My Zone»                | Back In My Zone                    | 3:29     |  |
| 11. | «On My Way (Outro)»              | On My Way (Outro)                  | 1:26     |  |

### 21 Part II (2018)
| N.º | Título                                  | En inglés                             | Duración |  |
| 1.  | «找朋友»                                | Find Friends                          | 3:04     |  |
| 2.  | «One (feat Lexie Liu)»                  | One (feat Lexie Liu)                  | 3:08     |  |
| 3.  | «Jump out of the window (feat Evis Wy)» | Jump out of the window (feat Evis Wy) | 3:19     |  |
| 4.  | «说唱大帝 (feat Kozay)»                 | Rap Emperor                           | 3:31     |  |
| 5.  | «玻尿酸»                                | Hyaluronic                            | 4:00     |  |

### 毛衍七 (2019)
| N.º | Título                        | En inglés                     | Duración |  |
| 1.  | «Intro»                       |                               | 1:23     |  |
| 2.  | «D.I.W.D»                     |                               | 3:19     |  |
| 3.  | «Rainbow»                     |                               | 3:17     |  |
| 4.  | «所以说 (feat 李大奔 & 王子)» | So...? (feat Benzo & Zi)      | 3:36     |  |
| 5.  | «Friends»                     |                               | 3:58     |  |
| 6.  | «Lie»                         |                               | 3:05     |  |
| 7.  | «Higher Than You»             |                               | 3:10     |  |
| 8.  | «梦中情人 (feat 满舒克)»      | Dream Lover (feat Young Jack) | 3:48     |  |
| 9.  | «QUEEN IS BACK»               |                               | 2:58     |  |
| 10. | «4»                           |                               | 3:25     |  |

### Vow (2020)
| N.º | Título                 | Duración |  |
| 1.  | «23:40 (Can't Commit)» | 2:52     |  |
| 2.  | «Never Mind»           | 1:43     |  |
| 3.  | «The Weekend»          | 2:46     |  |
| 4.  | «Paper Passion»        | 2:25     |  |
| 5.  | «Man in a Ghost Town»  | 2:47     |  |

### V-Dynasty, Pt. 1 (2020)
| N.º | Título                 | En inglés           | Duración |  |
| 1.  | «Face 2 Face»          |                     | 2:07     |  |
| 2.  | «安逸»                 | Eazy Life           | 3:48     |  |
| 3.  | «Let's Go (feat 周延)» | Let's Go (feat GAI) | 2:53     |  |
| 4.  | «咋個嘞喃»             | Wussup Wit That     | 2:57     |  |
| 5.  | «Calm Down»            |                     | 2:33     |  |